# Хімічні джерела струму
Хімічні джере́ла стру́му  — джерела електричної енергії, які виробляються шляхом перетворення хімічної енергії в електричну, що складаються з одного чи декількох неперезаряджувальних первинних елементів або перезаряджувальних вторинних елементів електричних акумуляторів, у тому числі інтегрованих у вироби промислового чи побутового призначення.

## Загальна характеристика
Будь-який електрохімічний елемент (комірка) у принципі є джерелом електричного струму. Однак для практичного використання як джерела струму придатна лише незначна частина цих елементів. Це пов'язано з тим, що елемент повинен мати досить велику електричну ємність, високу швидкість і оборотність електрохімічних процесів, стабільність при експлуатації, технологічність і економічність виробництва.
Всі хімічні джерела струму (ХДС) поділяються на три групи: джерела струму одноразової дії (гальванічні елементи), джерела струму багаторазової дії (акумулятори), паливні елементи.
У первинних ХДС електродні матеріали завантажуються в елемент при виготовленні, і елемент експлуатується, поки його напруга не впаде до деякого критичного значення. Електродні матеріали ХДС, що відпрацювали, йдуть у відходи або частково переробляються для регенерації компонентів.
В акумуляторах електроактивні речовини у ході попереднього електролізу (заряд акумулятора). У процесі експлуатації вони витрачаються (розряд акумулятора), а напруга акумулятора знижується до деякої гранично допустимої величини, після чого знову проводять заряд. Процеси заряду і розряду утворюють цикл роботи акумулятора. Максимальне число циклів (звичайно декілька сотень) залежить від типу акумулятора і умов його експлуатації.
Робота ХДС характеризується рядом параметрів, від яких залежить можливість використання ХДС для тих або інших потреб.
Електрорушійна сила (ЕРС) хімічного джерела струму, як і будь-якого електрохімічного кола, визначається різницею потенціалів електродів (анода і катода) при розімкненому зовнішньому колі.
Повним внутрішнім опором r ХДС називається опір, що чиниться ним при проходженні всередині нього постійного струму: де ЕП — ЕРС поляризації: І — сила струму.
Перша з цих складових r0 називається омічним опором і являє собою суму опорів електродів і електроліту. Друга складова rП — зумовлена зміною потенціалів електродів при проходженні струму і називається опором поляризації, або фіктивним опором, його величина залежить від величини струму. У процесі розряду ХДС повний внутрішній опір збільшується через зміну складу електроліту і електродів. Наявністю внутрішнього опору зумовлене те, що розрядна напруга Up (тобто напруга при замкненому зовнішньому колі) завжди менша за ЕРС джерела струму: (нижній індекс «р» означає розряд).
При постійній величині струму та постійній температурі електроліту розрядна напруга зменшується у часі.
Зарядна напруга Uз оборотних систем виражається рівнянням: При постійній величині зарядного струму зарядна напруга збільшується у часі внаслідок збільшення ЕП. У кінці заряду, коли відбувається в основному процес електролізу води, значення Uз стабілізується.
Розрядною ємністю (ємністю за струмом) Qр називається та кількість електрики, яка може бути отримана від ХДС при даних умовах роботи, тобто при заданих температурі, величині розрядного струму і кінцевому значенні розрядної напруги.

## Первинні джерела струму
Одними з найпоширеніших первинних ХДС є мангано-цинкові елементи, виробництво яких становить близько 3 млрд одиниць на рік. Це сольові елементи (система Лекланше): (-) Zn | 20 % — ний розчин NH4Cl | MnO2 | C (+)
та лужні
(-) Zn | KOH | MnO2 | C (+)
Негативним електродом елемента Лекланше є цинковий стакан, електроліт — розчин хлориду амонію із загусником (борошном або крохмалем). Позитивний електрод являє собою вугільний стрижень, оточений піролюзитом MnO2. До розчину хлориду амонію додається невелика кількість хлориду цинку, хлориду кальцію і хлориду ртуті. Перші дві солі гігроскопічні і перешкоджають пересиханню елемента та збільшують в'язкість розчину. Хлорид ртуті виконує подвійну функцію: з одного боку, ртуть із хлориду частково осідає на цинку (Zn + HgCl2 = ZnCl2 + Hg), поверхня якого внаслідок цього амальгамується і стає більш однорідною, що зменшує саморозряд. З іншого боку хлорид ртуті знищує мікроорганізми і запобігає бродінню крохмалю. Останнім часом виготовляють елементи без домішок сполук ртуті, які замінюють органічними інгібіторами. Порошок піролюзиту для збільшення електричної провідності змішується з сажею або графітовим порошком.
За конструкцією суча
в якому відбувається реакція
MnO2 + Mg + H2O = MnO + Mg(OH) 2

## Вторинні джерела струму або акумулятори
В акумуляторах при пропусканні крізь них електричного струму від зовнішнього ланцюгу (проце. заряду акумулятора) йдуть хімічні реакції в електродах і розчинах, близькі до оборотних, і робота електричного струму акумулюється у вигляді вільної енергії продуктів реакції. Заряджений акумулятор дає електричний струм при розряді, після чого знову можна його зарядити.
Найбільш широко використовують кислотний свинцевий, лужний нікель-кадмієвий та лужний срібно-цинковий акумулятори.

### Свинцевий кислотний акумулятор
Свинцевий кислотний акумулятор в зарядженому стані являє собою елемент: (-) Pb, PbSO4(т) | H2SO4 (32-34 %) | PbO2, Pb (+)
при роботі якого протікають такі електродні реакції: на лівому катоді: на правому електроді: сумарна реакція процесу: Малюнок 3. Схема дії свинцевого акумулятора
Ізобарний потенціал цієї реакції відображає зникнення твердих свинцю і його діоксину, виникнення твердого сульфату свинцю, а також зникнення 2 моль сірчаної кислоти і виникнення 2 моль води: Так як хімічні потенціали твердих фаз постійні (при даних температурі і тиску), то
Ізобарний потенціал і ЕРС акумулятора залежать від концентрації сірчаної кислоти (точніше — від активності компонентів розчину).
У процесі розряду акумулятора концентрація сірчаної кислоти зменшується, а при зарядженні збільшується.
2.3.2 Кадмієво-нікелевий лужний акумулятор
Цей акумулятор у зарядженому стані являє собою електрохімічний елемент: (-) Cd | Cd(OH) 2, KOH (20 %) || KOH (20 %), Ni(OH) 2, Ni(OH) 3/Ni (+)
Сумарна реакція і цьому елементі: Cd + 2Ni(OH) 3 = Cd(OH) 2 + 2Ni(OH) 2
Значення для цієї реакції не повинно залежати від концентрації луги, так як в сумарній реакції беруть участь тільки тверді речовини. Однак реакції на електродах супроводжуються зміною концентрацією лугу і утворенням різниці концентрації у двох електродів: Ця різниця повинна визначати концентраційну поляризацію, котра зменшує ЕРС елементу. Однак в результаті перемішування в умовах близькості електродів ця різниця концентрацій практично не виникає.
ЕРС кадмієво-нікелевого акумулятора рівна приблизно 1,36 В. Використовуються такі лужні акумулятори, в яких кадмій і оксид кадмію замінюють залізом та закисним залізом.
2.3.4 Срібно-цинковий лужний акумулятор
Анодом є пориста цинкова пластинка, катодом оксиди срібла Ag2O і AgO, отримані електролітичним окисненням металічного срібла. Електроліт — концентрований розчин КОН, насичений цинкатом калія Zn(OK) 2. Заряджений акумулятор може бути представлений у вигляді: (-) Zn | Zn(OK) 2 + KOH(40 %) | Ag2O або AgO | Ag (+)
Сумарна реакція в цьому елементі
AgO + Zn = ZnO + Ag
Процес проходить у дві стадії: AgO відновлюється спочатку до Ag2O, далі до металічного срібла. ЕРС елементів з катодом AgO рівна 1,86 В, з катодом Ag2O — 1,58-1,60 В. При малій густині струму напруга падає на 0,3 В при переході від першої стадії до другої. Практично використовується лише друга стадія.
Після розряду акумулятора: (-) Zn | ZnO, Zn(OK) 2 + KOH (40 %) | Ag (+)
У таких акумуляторах на відміну від свинцевих і лужних електроліт в реакціях заряду і розряду не бере участі, саме тому його можна брати в малій кількості. Це дозволило сконструювати акумулятори, що мають дуже ефективну конструкцію: електроди розташовані один біля одного і розділені тонким шаром целофану. Весь електроліт знаходиться в порах електродів. Срібно — цинкові акумулятори мають велику ємність, високу енергію і високу потужність на одиницю маси і об'єму, саме цьому вони широко застосовуються там, де необхідні акумулятори невеликого розміру.

## Паливні елементи
У наш час велика частина електроенергії виробляється на теплових електростанціях при спалюванні природних енергоносіїв (вугілля, нафти, природного газу). При цьому процес перетворення хімічної енергії палива в електричну проходить через три стадії: перетворення хімічної енергії у теплову при згоранні палива; далі — теплової енергії у механічну роботу у паровій машині; нарешті, перетворення механічної роботи в електроенергію у генераторі. На всіх цих стадіях втрачається енергія і коефіцієнт корисної дії (ККД) сучасних теплових електростанцій становить близько 40 %, а для більшості електростанцій — 25 %.
Термодинамічний аналіз, проведений ще наприкінці XIX ст. ., показав, що в гальванічних елементах немає такого обмеження ККД, як у теплових машинах. У 1893 р. Нернст обчислив, що якби вдалося перетворювати хімічну енергію вугілля в електричну електрохімічним шляхом, то максимальний теоретичний ККД такого процесу становив би 99,75 %. Однак через чисельні технічні труднощі перші працездатні паливні елементи вдалося створити лише у 30—40-х роках XX ст. .
Паливними елементами називають гальванічні елементи, в яких електрохімічно активними речовинами слугують звичайні горючі речовини і кисень, а процесом генерування струму є окислення горючих речовин. При роботі елемента проводиться безперервна подача реагентів і відведення продуктів реакції, так що склад системи практично не змінюється.
При роботі будь-якого хімічного джерела струму проходить сумарна хімічна реакція взаємодії окисника з відновником. Максимальна електрична робота, отримана при роботі джерела струму, рівна зменшенню ізобарного потенціалу для цієї реакції:
Перетворення енергії у електричну шляхом паливних елементів доволі складний процес. Максимальна електрична робота, отримана при складному перетворенні, визначається тепловим ефектом реакції
Найбільш реакційно здатним видом палива є водень. Воднево — кисневі елементи зазвичай виготовляють з застосуванням мілко дрібних вугільних або нікелевих електродів, що занурені в лужний розчин електроліту. Схематично такий елемент можна уявити в такому вигляді: (-) (Ni) H2 | KOH (30-40 %) | O2(Ni) (+)
Малюнок 4. Воднево-кисневий паливний елемент
При роботі елемента на негативному електроді протікає електродна реакція:
На позитивному
Сумарна реакція
Теоретичне значення ЕРС воднево — кисневого елемента при 250С дорівнює 1,229 В і не залежить від складу розчину — електроліту.
При розряді воднево — кисневих елементів напруга тримається у межах 07, — 0,9 В, в залежності від густини розрядного струму на електродах (в лучних конструкціях елементів густина струму сягає 200—300 ма/см2).
Інші види газоподібного палива (оксид вуглецю, вуглеводні) практично можуть бути застосовані у паливних елементах тільки при підвищених температурах (вище 400-5000С). У таких високотемпературних елементах як електроліт використовують або розплави вуглецевих солей лужних металів, або тверді електроліти з аніонною (кисневою) проводністю.
Спроби безпосередньо використовувати тверде вугілля у паливних елементах поки безуспішні. Вугілля може бути використане тільки після попередньої газифікації його. Якщо газифікацію проводити за допомогою СО2, спостерігається наступна послідовність реакцій: Газифікація
В паливному елементі
Сумарна реакція
Водень — кисневий елемент можна створити, наприклад, за допомогою двох платинових електродів, занурених у водний розчин гідроксиду калію. Один електрод омивається воднем, інший — киснем;
Pt(H2) | KOH, насичений H2 | KOH, насичений О2 | (O2) Pt.
У цьому елементі окиснення водню і відновлення кисню просторово розділені, і струм генерується у процесі реакцій: Тобто сумарний процес зводиться до окиснення водню киснем з утворенням води. Істотним недоліком, такого паливного елемента є дуже мала густина струму. Для збільшення густини струму використовують підвищений тиск і температуру, спеціальні конструкції електродів, перемішування розчину тощо.
Розробка паливних елементів продовжується. Принципово доведена можливість використання деяких видів палива в паливних елементах і перетворення їх хімічної енергії в електричну з практичним ККД до 75—90 %.

## Хімічні джерела струму на основі неводних електролітів
Розвиток техніки, яка зробила якісний стрибок у другій половині XX століття, істотно підвищив вимоги до джерел електричної енергії. Поява компактних ХДС стала дуже актуальною. Потрібні були ХДС, здатні зберігати заряд і працювати безупинно роками. Крім того зростає дефіцит кольорових металів, особливо срібла, що вимагає їхньої заміни іншими матеріалами. Рішення цих задач стало можливим на основі створення джерел струму з електролітами у неводних розчинниках.
У хімічних джерелах струму як відновники, як правило, використовують метали. Із зіставлення значень електродних потенціалів у ряді напруг металів випливає, що найбільш енергоємні анодні матеріали розташовані у верхньому лівому куті періодичної системи елементів. Теоретичні значення питомої енергії, що можуть забезпечити ці метали, складають (у Втгод/кг): для Li — 11757, Mg — 5216, Al — 4946, Са — 3837, Na — 3163. У той же час теоретичні значення питомої енергії для традиційних матеріалів ХДС дорівнюють: для Zn — 623, Fe — 423, Ni — 278, Cd — 190 Втгод/кг. Однак високі електродні потенціали роблять метали І, ІІ, ІІІ групи періодичної системи нестійкими у водному середовищі, що практично виключає їх використання у ХДС. Енергетичні можливості легких металів вдалося реалізувати лише після того, як було показано, що багато з них, і в першу чергу літій, стійкі і здатні анодно розчинятись у неводних розчинниках.
Існує ряд органічних сполук, які не містять у своїй молекулі рухливого атома водню і належать до класу апротонних диполярних розчинників (АДР.). В електролітах на основі цих розчинників літій не тільки може зберігатися протягом багатьох років, але і виявляє поведінку, властиву рівноважним електродам. Зокрема, його потенціал підпорядковується рівнянню Нернста у широкому інтервалі концентрацій іонів літію, не залежить від перемішування розчину, швидко повертається до вихідного значення після малих катодних і анодних поляризацій.
Головним критерієм, за яким були прийняті до використання розчинники групи АДР, є їхня сумісність з літієм. У наш час[коли?] відсутній строгий теоретичний підхід до вибору оптимального розчинника, тому у промисловому виробництві використовується ряд різних розчинників. До них належать у першу чергу прості і складні ефіри, головним чином циклічні: 1,2 — диметоксіетан (1,2 — ДМЕ), 1,3 — діоксолан (1,3 — ДО), метил форміат (МФ), пропілен карбонат (ПК), тетрагідрофуран (ТГФ).
Термодинамічними розрахунками було доведено, що система Li — АДР не є стійкою. Значення потенціалів для реакцій взаємодії літію з АДР можуть досягати 2,5 — 4,3 В, а продуктами реакції є сполуки, нерозчинні в АДР.
АДР мають невисоку сольватуючу здатність, і внаслідок цього в них добре розчиняються лише деякі літієві солі. Це, головним чином, сполуки із комплексними аніонами, що містять як центральний атом елементи третьої і п'ятої груп періодичної системи. Як електроліти у промисловому виробництві використовуються LiAs6, LiBF4, LiAlCl4, LiCl4, LiBr. Усі ці солі сильно гігроскопічні, що значно ускладнює і здорожує виробництво через труднощі глибокого осушування та необхідності захисту всього технологічного процесу від впливу атмосферної вологи.
Зараз у літієвих ХДС використовуються як тверді, так і рідкі катодні матеріали. Високий електродний потенціал літію дозволяє застосовувати не занадто активні окислювачі і при цьому одержувати електродні пари з ЕРС, більшою 3 В. Промисловість випускає елементи з простими (MnO2, CuO, V2O5) і складними (2PbOPbO2, 2PbOBi2O3, Ag2OCrO3) оксидними катодами, з катодами з SO2, SOCl2.
Розряд негативного літієвого електрода веде до його іонізації: Присутність на поверхні літію оксидно-сольової плівки впливає на його потенціал і швидкість розряду.
У залежності від природи катодного матеріалу схеми електрохімічних реакцій можна зобразити рівняннями: Найпоширеніше виробництво циліндричних та дискових елементів різних конструкцій.
Створення ХДС на основі неводних електролітів стимулювало розвиток теоретичних уявлень в області теорії розчинів, поверхневих явищ, нових типів неорганічних сполук, нестехіометричних сполук, теорії пористих електродів тощо. Теоретичні досягнення, у свою чергу, дозволяють очікувати істотного поліпшення нових поколінь ХДС.